# 김기동 (1938년)
김기동(1938년 6월 25일 ~ 2022년 10월 22일)은 대한민국의 성락교회 목사이자 수필가이다.

## 생애
1938년 충남 서산에서 출생해 예산농고, 명지대 국문과, 대한신학교, 총회신학교, 대한신학교 대학원 및 침례회 신학대학 목회대학원 등을 졸업했다.
그는 기독교한국침례회 서울지방회에서 목사 안수를 받았고, 시인, 수필가 등으로 활동하며 1969년 성락교회를 개척해 목회했다.
김기동은 독자적인 '베뢰아 신학'(베뢰아 귀신론)에 기반해 교리해석을 펼친다. 이에 따라 1987년 기독교 한국 침례회 제77차 연차총회에서 이단 시비가 일었고, 곧바로 교단을 탈퇴하고 그의 추종세력들을 모아 남침례교회를 창설했다.
현재 성락교회 원로감독이다. 2013년 아들 김성현 목사를 감독으로 세우고 자신은 원로감독이 되면서 부자 세습을 이뤘다.

## 사건사고
1. 100억원대 횡령.배임
100억원대 횡령·배임을 저지른 혐의로 재판에 넘겨진 서울 구로구 소재 서울성락교회 소속의 김기동 목사(81)가 1심에서 실형을 선고받았다.
서울남부지법 형사합의13부(부장판사 신혁재)는 2019년 7월 12일 특정경제범죄가중처벌 등에 관한 법률 위반(배임·횡령) 등 혐의로 기소된 김 목사에게 징역 3년을 선고했다. 다만 법정 구속되지는 않았다.
2. 2019년 8월 27일 'PD수첩’폭로
김기동은 그동안 수차례 성추문에 휩싸였다. 지난해 미투 운동(Me Too·SNS에서 시작된 성적 가해자 고발 운동)이 이어지며 김 목사에 대한 성폭력 피해사실이 다수 폭로됐다. 하지만 증거가 없거나 공소시효가 지났다는 이유로 법적 판단을 받지 못했다.
하지만 지난 27일 MBC PD수첩이 두 달 전 성락교회 교인이 제공한 호텔 동영상을 공개하면서 '김 목사 성추문 의혹'이 새로운 국면을 맞았다.
MBC PD수첩은 김기동 목사가 한 20대 여성과 호텔에 드나드는 모습이 담긴 제보영상을 공개했다. 동영상에는 김기동 목사가 지난 8개월에 걸쳐 10차례 해당 여성과 함께 있는 모습이 담겨있었다. 제보자는 “애인이나 연인 관계라고는 상상이 안 돼 숨겨진 딸이 아닐까 추측했지만, 그 여성과 여러 차례 한 방으로 들어갔다”고 폭로했다.
이 여성은 성락교회의 모태신앙 교인이라 더욱 충격을 안겼다. 여성의 가족은 “할아버지와 손녀 같은 관계”라고 해명했으며 김기동 목사 측은 “여성의 가족은 조부모 때부터 40년째 교회를 다니고 있다. 영상 속 교인을 손녀처럼 아낀다. 대화를 통해 위로와 격려를 한 것”이라며 부적절한 관계가 아니라고 주장했다.
김기동 목사의 이중생활은 이뿐만이 아니었다. 그동안 교회에서 단 한 푼의 사례도 받지 않았다던 그의 주장과 다르게 김기동 목사 부인의 칠순 잔치 금액은 물론 생일축하금까지 교회가 부담한 것으로 드러났다. 전 성락교회 직원은 “기본적으로 매월 5400만원이 나갔다. 1년에 10억 가까이 김기동 목사 명의로 해서 나갔다”며 “운행하는 차가 벤츠, 익스플로러 밴, 에쿠스”라고 말했다.
제작진이 김기동 목사의 부동산을 취재한 결과 김기동 목사 일가가 아파트, 원룸, 오피스텔, 밭, 대지, 건물 등을 소유하고 있었다. 김기동 목사의 아들 부부는 명품을 자주 착용하며 교회에서 남다른 재력을 드러내기도 했다. 또한 김기동 목사와 며느리는 교회에 돈을 빌려주고 거액의 이자까지 챙겨 교인들에게 큰 충격을 안겼다.